# تیوکتون

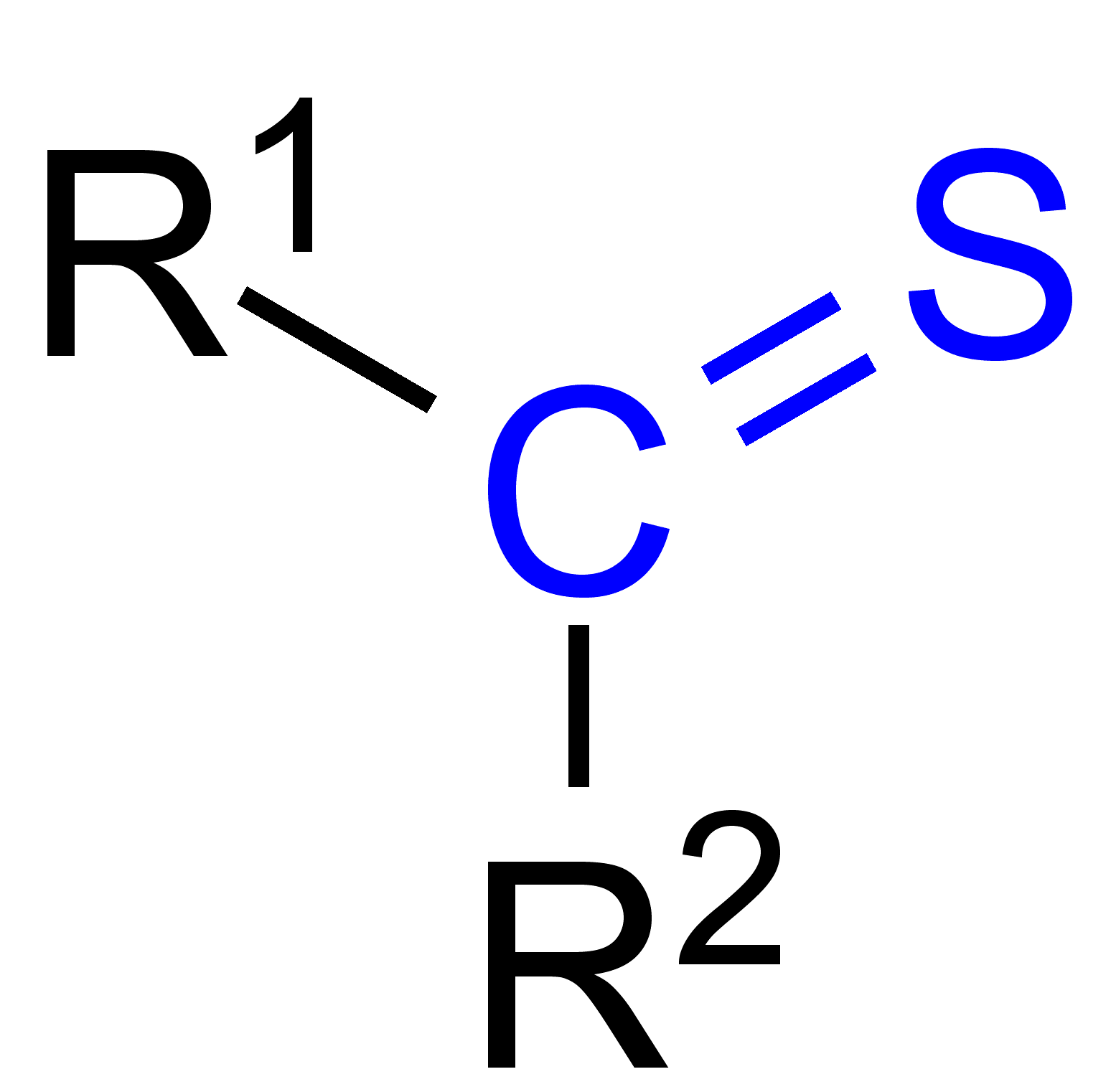
فرمول عمومی تیوکتون ها

تیوکتون(به انگلیسی: Thioketone) گروهی از ترکیبات آلی گوگرد دار هستند که مانند کتون ها بوده با این تفاوت که اتم گوگرد به جای اکسیژن در ترکیب قرار دارد.